# Cory Sandhagen
Cory James Sandhagen (Aurora, Colorado, 20 de abril de 1992) es un artista marcial mixto estadounidense que compite en la división de peso gallo de Ultimate Fighting Championship. Desde el 6 de diciembre de 2021 es el número 4 en la clasificación de peso gallo de la UFC.

## Primeros años
Nacido y criado en Aurora, Colorado, asistió a la Escuela Secundaria Smoky Hill, donde formó parte del equipo de baloncesto, deporte que practicaba desde su juventud. Con el tiempo, se interesó por los deportes de combate, empezando por el kick boxing, en el que ganó varios títulos de la WKA. Tras ganar un título mundial de la WKA, empezó a pasarse a las artes marciales mixtas.
Asistió a la Universidad de Colorado en Boulder, donde se graduó en psicología.

## Carrera en las artes marciales mixtas

### Inicios
Hizo su debut en Legacy Fighting Alliance el 24 de febrero de 2017 en LFA 5 contra Jamall Emmers, perdiendo el combate por decisión unánime. Su siguiente combate fue el 17 de octubre de 2017 contra Luiz Antonio Lobo Gavinho en la LFA 24, que ganó por TKO en el primer asalto. La última aparición de Sandhagen para Legacy Fighting Alliance fue el 19 de enero de 2018 en LFA 31, derrotando a José Aguayo por TKO en el primer asalto.

### Ultimate Fighting Championship
Debutó en la UFC contra Austin Arnett el 27 de enero de 2018 en UFC on Fox: Jacaré vs. Brunson 2. Ganó el combate por TKO en el segundo asalto.
Se enfrentó a Iuri Alcântara el 25 de agosto de 2018 en UFC Fight Night: Gaethje vs. Vick. Ganó el combate por TKO en el segundo asalto. Este combate le valió el premio a la Pelea de la Noche.
Se esperaba que se enfrentara a Thomas Almeida el 19 de enero de 2019 en UFC Fight Night: Cejudo vs. Dillashaw. Sin embargo, más tarde se anunció que se enfrentaría a John Lineker en el evento. El 10 de enero Lineker se vio obligado a retirarse del combate debido a una lesión en las costillas. Lineker fue sustituido por Mario Bautista. Ganó el combate por sumisión en el primer asalto.
Se enfrentó a John Lineker el 27 de abril de 2019 en UFC Fight Night: Jacaré vs. Hermansson. Ganó el combate por decisión dividida.
Se enfrentó a Raphael Assunção el 17 de agosto de 2019 en UFC 241. Ganó el combate por decisión unánime.
Se esperaba que se enfrentara a Frankie Edgar el 25 de enero de 2020 en UFC Fight Night: Blaydes vs. dos Santos. Sin embargo, Edgar fue retirado del combate en favor de un combate contra Jung Chan-sung un mes antes en UFC Fight Night: Edgar vs. The Korean Zombie. A su vez, Sandhagen fue retirado de la cartelera.
Se enfrentó a Aljamain Sterling el 6 de junio de 2020 en UFC 250 en un combate que el presidente de la UFC, Dana White, confirmó como eliminatorio del título de peso gallo. Perdió el combate por sumisión en el primer asalto.
Se enfrentó a Marlon Moraes el 11 de octubre de 2020 en UFC Fight Night: Moraes vs. Sandhagen. Ganó el combate por TKO en el segundo asalto. Esta victoria le valió el premio a la Actuación de la Noche.
Se enfrentó a Frankie Edgar el 6 de febrero de 2021 en UFC Fight Night: Overeem vs. Volkov. Ganó el combate por KO en el primer asalto. Esta victoria le valió el premio a la Actuación de la Noche.
Se esperaba que se enfrentara a T.J. Dillashaw el 8 de mayo de 2021 en UFC on ESPN: Rodriguez vs. Waterson. Sin embargo, Dillashaw anunció el 27 de abril que tenía que retirarse del combate debido a un corte que recibió por un golpe de cabeza en el entrenamiento. El emparejamiento se mantuvo intacto y fue reprogramado para el 24 de julio de 2021 en UFC on ESPN: Sandhagen vs. Dillashaw. Perdió el combate por decisión dividida.
Se enfrentó a Petr Yan por el Campeonato Interino de Peso Gallo de la UFC el 30 de octubre de 2021 en UFC 267. Entró como sustituto de última hora de Aljamain Sterling, que se vio obligado a retirarse del combate con Yan debido a una lesión en el cuello. Perdió el combate por decisión unánime. Este combate le valió el premio a la Pelea de la Noche.
Se enfrentó a Song Yadong el 17 de septiembre de 2022 en UFC Fight Night: Sandhagen vs. Song. Ganó el combate por TKO en el cuarto asalto.
Se esperaba que se enfrentara a Marlon Vera el 18 de febrero de 2023 en UFC Fight Night: Andrade vs. Blanchfield. Sin embargo, el combate se volvió a programar para UFC on ESPN: Vera vs. Sandhagen el 25 de marzo de 2023. Ganó el combate por decisión dividida. Aunque un juez anotó la pelea para Vera, 24 de los 24 medios de comunicación anotaron la pelea para Sandhagen.
Se enfrentó a Umar Nurmagomedov el 3 de agosto de 2024 en UFC on ABC: Sandhagen vs. Nurmagomedov. Perdió por decisión unánime.

## Vida personal
Aparte de su carrera en las artes marciales mixtas, Sandhagen trabajó a tiempo parcial en un centro de traumatología para niños y enseña artes marciales mixtas en High Altitude Martial Arts en Aurora, Colorado.

## Campeonatos y logros
- Ultimate Fighting Championship
  - Pelea de la Noche (dos veces) vs. Iuri Alcântara y Petr Yan[15][44]
  - Actuación de la Noche (dos veces) vs. Marlon Moraes y Frankie Edgar[33][36]
- MMAjunkie.com
  - "KO del mes" febrero de 2021 vs. Frankie Edgar[52]
  - Pelea del mes de julio 2021 vs. TJ Dillashaw[53]
- Cageside Press
  - KO del año 2021 vs. Frankie Edgar[54]
- Combat Press
  - KO del año 2021 vs. Frankie Edgar[55]

## Récord en artes marciales mixtas
| Resultado | Récord | Oponente                  | Método                                    | Evento                                 | Fecha                    | Ronda | Tiempo | Localización                | Notas                                                                    |
| --------- | ------ | ------------------------- | ----------------------------------------- | -------------------------------------- | ------------------------ | ----- | ------ | --------------------------- | ------------------------------------------------------------------------ |
| Victoria  | 18-5   | Deiveson Figueiredo       | TKO (parada médica)                       | UFC on ESPN: Sandhagen vs. Figueiredo  | 3 de mayo de 2025        | 2     | 4:08   | Iowa                        | Figueiredo sufrió una lesión en la rodilla y no pudo continuar la pelea. |
| Derrota   | 17-5   | Umar Nurmagomedov         | Decisión (unánime)                        | UFC on ABC: Sandhagen vs. Nurmagomedov | 3 de agosto de 2024      | 5     | 5:00   | Abu Dhabi                   |                                                                          |
| Victoria  | 17-4   | Rob Font                  | Decisión (unánime)                        | UFC on ESPN: Sandhagen vs. Font        | 5 de agosto de 2023      | 5     | 5:00   | Nashville, Tennessee        |                                                                          |
| Victoria  | 16-4   | Marlon Vera               | Decisión (dividida)                       | UFC on ESPN: Vera vs. Sandhagen        | 25 de marzo de 2023      | 5     | 5:00   | San Antonio, Texas          |                                                                          |
| Victoria  | 15-4   | Song Yadong               | TKO (parada médica)                       | UFC Fight Night: Sandhagen vs. Song    | 17 de septiembre de 2022 | 4     | 5:00   | Las Vegas, Nevada           |                                                                          |
| Derrota   | 14-4   | Petr Yan                  | Decisión (unánime)                        | UFC 267                                | 30 de octubre de 2021    | 5     | 5:00   | Abu Dhabi                   | Por el Campeonato Interino de Peso Gallo de la UFC. Pelea de la Noche.   |
| Derrota   | 14-3   | T.J. Dillashaw            | Decisión (dividida)                       | UFC on ESPN: Sandhagen vs. Dillashaw   | 24 de julio de 2021      | 5     | 5:00   | Las Vegas, Nevada           |                                                                          |
| Victoria  | 14-2   | Frankie Edgar             | KO (rodillazo volador)                    | UFC Fight Night: Overeem vs. Volkov    | 6 de febrero de 2021     | 1     | 0:28   | Las Vegas, Nevada           | Actuación de la Noche.                                                   |
| Victoria  | 13-2   | Marlon Moraes             | TKO (patada giratoria y puñetazos)        | UFC Fight Night: Moraes vs. Sandhagen  | 10 de octubre de 2020    | 2     | 1:03   | Abu Dhabi                   | Actuación de la Noche.                                                   |
| Derrota   | 12-2   | Aljamain Sterling         | Sumisión (estrangulamiento por detrás)    | UFC 250                                | 6 de junio de 2020       | 1     | 1:28   | Las Vegas, Nevada           |                                                                          |
| Victoria  | 12-1   | Raphael Assunção          | Decisión (unánime)                        | UFC 241                                | 17 de agosto de 2019     | 3     | 5:00   | Anaheim, California         |                                                                          |
| Victoria  | 11-1   | John Lineker              | Decisión (dividida)                       | UFC Fight Night: Jacaré vs. Hermansson | 27 de abril de 2019      | 3     | 5:00   | Sunrise, Florida            |                                                                          |
| Victoria  | 10-1   | Mario Bautista            | Sumisión (barra de brazo)                 | UFC Fight Night: Cejudo vs. Dillashaw  | 19 de enero de 2019      | 1     | 3:31   | Brooklyn, Nueva York        |                                                                          |
| Victoria  | 9-1    | Iuri Alcântara            | TKO (puñetazos)                           | UFC Fight Night: Gaethje vs. Vick      | 25 de agosto de 2018     | 2     | 1:01   | Lincoln, Nebraska           | Regreso al peso gallo. Pelea de la Noche.                                |
| Victoria  | 8-1    | Austin Arnett             | TKO (puñetazos)                           | UFC on Fox: Jacaré vs. Brunson 2       | 27 de enero de 2018      | 2     | 3:48   | Carolina del Norte          |                                                                          |
| Victoria  | 7-1    | José Aguayo               | TKO (rodillazo y codazos)                 | LFA 31                                 | 19 de enero de 2018      | 1     | 1:07   | Phoenix, Arizona            |                                                                          |
| Victoria  | 6-1    | Luiz Antônio Lobo Gavinho | TKO (puñetazos)                           | LFA 24                                 | 13 de octubre de 2017    | 1     | 3:00   | Phoenix, Arizona            |                                                                          |
| Derrota   | 5-1    | Jamall Emmers             | Decisión (unánime)                        | LFA 5                                  | 24 de febrero de 2017    | 3     | 5:00   | Broomfield, Colorado        |                                                                          |
| Victoria  | 5-0    | Clay Wimer                | Decisión (unánime)                        | Resurrection Fighting Alliance 43      | 9 de septiembre de 2016  | 3     | 5:00   | Broomfield, Colorado        |                                                                          |
| Victoria  | 4-0    | Josh Huber                | Decisión (unánime)                        | Sparta Combat League 50                | 16 de julio de 2016      | 3     | 5:00   | Castle Rock, Colorado       | Ganó el Campeonato de Peso Pluma de la SCL.                              |
| Victoria  | 3-0    | Dalton Goddard            | Sumisión (estrangulamiento por triángulo) | Paramount MMA 2016                     | 15 de mayo de 2016       | 1     | 3:38   | Denver, Colorado            |                                                                          |
| Victoria  | 2-0    | Andrew Tenneson           | Decisión (unánime)                        | Resurrection Fighting Alliance 34      | 15 de enero de 2016      | 3     | 5:00   | Broomfield, Colorado        | Debut en el peso pluma.                                                  |
| Victoria  | 1-0    | Bruce Sessman             | Sumisión (estrangulamiento por detrás)    | FTW: Prize Fighting Championship 9     | 30 de mayo de 2015       | 1     | 1:16   | Williston, Dakota del Norte | Debut en el peso gallo.                                                  |